# Moehringia dielsiana
Moehringia dielsiana är en nejlikväxtart som beskrevs av Johannes Mattfeld. Moehringia dielsiana ingår i släktet skogsnarvar, och familjen nejlikväxter. Inga underarter finns listade i Catalogue of Life.